# Сьюард (Аляска)
Сью́ард (англ. Seward) — город в США, расположенный на юге Аляски на полуострове Кенай на берегу Тихого океана. Назван в честь Уильяма Генри Сьюарда. Население — 3554 человек (2014). Расовый состав: европеоидная 72,12 %, американоидная 16,68 %, негроидная 2,44 %, монголоидная 1,84 %, прочие 6,92 %.

## История

Карта 1867 года

В 1793 году артелью компании А. А. Баранова на месте современного г. Сьюард была основана крепость и построена верфь. В дальнейшем, в составе Российско-Американской Компании, данное поселение было известно как «Воскресенская Гавань», и являлось действующим портом и верфью вплоть до продажи Русской Америки в 1867 году.
Город является 7-м по прибыли рыболовецким портом США. В Сьюарде расположен южный терминал Аляскинской железной дороги. Значительную роль в экономике города играет туризм.
Три раза (1963, 1965, 2005) город получал премию All-America City Award (с англ. — «Всеамериканский город») присуждаемую Национальной гражданской лигой, которую неофициально называют «Нобелевской премией за конструктивное гражданство» и которая выдается за активную гражданскую позицию жителей некорпоративных сообществ Соединённых Штатов в жизни местного самоуправления.

## Достопримечательности
- Гора Марафон[англ.], на которую по 4-м июля устраивается массовый забег.
- Океанариум[англ.]
- В своё время в городе начиналась почтовая тропа (англ.), в память о которой ежегодно проводятся гонки на собачьих упряжках — но в настоящее время маршрут гонки начинается в Анкоридже.

## Города-побратимы
- Обихиро, Япония (1968 г.)

## Фото

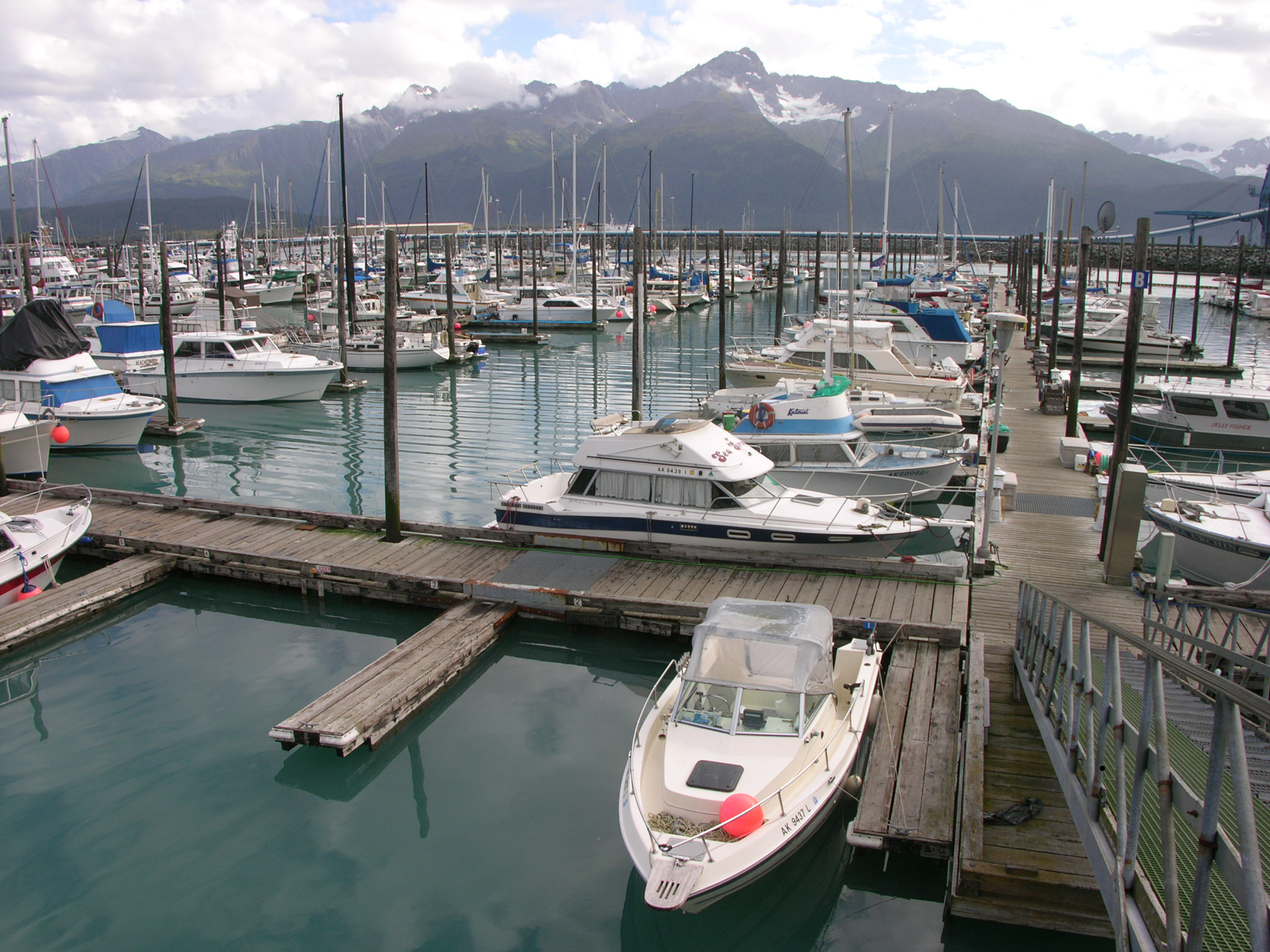
Пристань
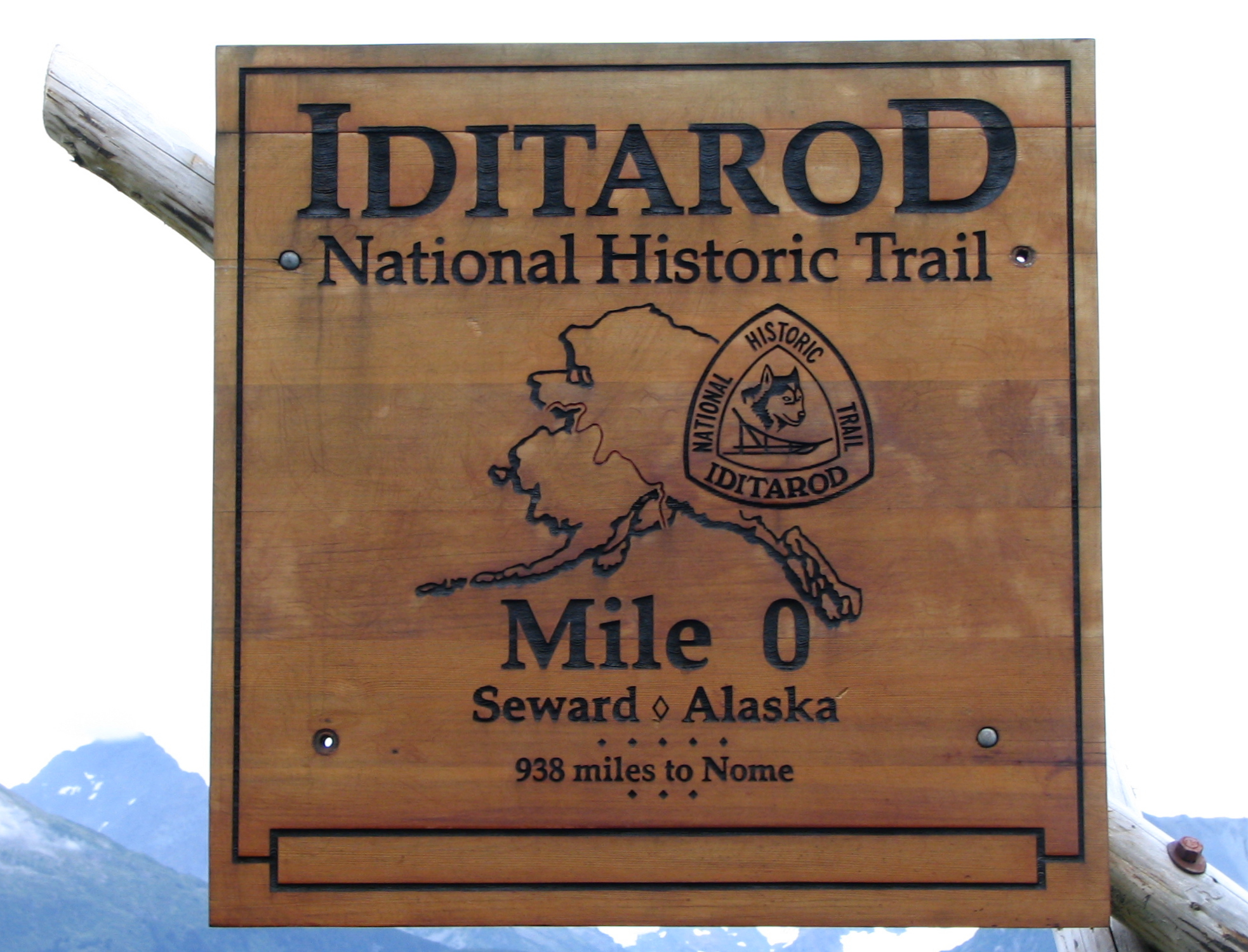
Начало почтовой тропы
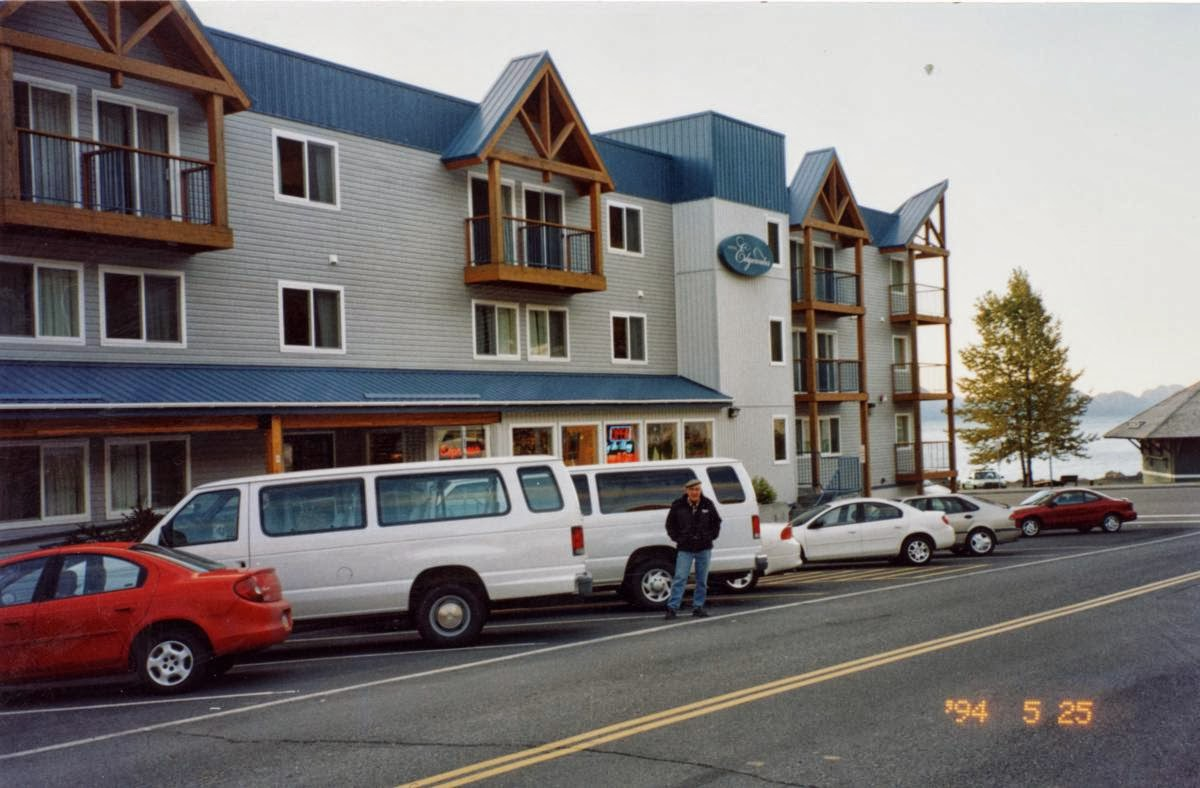
Гостиница в городе